# ملتقى الأندلسيات
تُنظم وزارة الثقافة المغربية بتعاون مع عمالة إقليم شفشاون والمجلس البلدي للمدينة ملتقى الأندلسيات صيف كل سنة. تشارك فيه فرق تنتمي إلى أغلب المناطق المغربية كتازة وطنجة وفاس وشفشاون والرباط وسلا وتطوان ومكناس. يعتبر ملتقى الأندلسيات بمدينة شفشاون مناسبة سنوية يتيسر فيها اللقاء ويتأتى الاحتكاك وتمتزج التجارب عزفا وإنشادا واستعراضا للمهارات النطقية والصوتية ولملكات الحفظ. يتنافس في هذا الملتقى عدد من الطاقات الشابة لإبراز مواهبها الإبداعية، ويكرم خلاله كل سنة أحد أعلام الطرب الأندلسي الذين أثروا في هذا الفن وأثروه. ويستحضر المتتبعون لفعاليات الملتقى كل سنة أرواح الرواد وعطاءاتهم أمثال الحاج عبد الكريم الرايس ومولاي أحمد الوكيلي ومحمد العربي التمسماني. يعد ملتقى الأندلسيات بشفشاون أحد أقدم المهرجانات التي دأبت وزارة الثقافة على تنظيمها.

## وصلات خارجية
- وزارة الثقافة المغربية